# Miyū Yamamoto
Miyū Yamamoto (jap. 山本美憂 Yamamoto Miyū; ur. 4 sierpnia 1974) – japońska zapaśniczka w stylu wolnym.
Czterokrotna medalistka mistrzostw świata, zdobyła trzy złote medale - w 1991, 1994 i 1995. Mistrzyni Azji w 1999. Szósta w Pucharze Świata w 2003 roku.
Pochodzi z rodziny z tradycjami zapaśniczymi. Jej ojciec, Ikuei Yamamoto reprezentował Japonię w turnieju zapaśniczym na igrzyskach w Monachium 1972. Siostra, Seiko Yamamoto jest wielokrotną mistrzynią świata. Brat, Norifumi Yamamoto jest zawodnikiem MMA i kickbokserem.
W latach 1995–1999 była żoną japońskiego piłkarza Nobayasu Ikedy. Po urodzeniu dziecka rozwiodła się i zrezygnowała ze sportu. Jej kolejnym mężem był Enson Inoue, zapaśnik MMA. Obecnie jest żoną narciarza alpejskiego, Akiry Sasaki.
Wróciła na chwilę do zapasów przed olimpiadą w Atenach, ale po nieudanych kwalifikacjach olimpijskich ostatecznie zakończyła karierę. Aktualnie pracuje jako dziennikarka telewizyjna. Jej najstarszy syn, Asen Sasaki, został zapaśniczym mistrzem świata kadetów w 2013 roku.